# نیروهای مسلح جماهیری عربی خلق سوسیالیستی عظمای لیبی
نیروهای مسلح جماهیری عربی خلق سوسیالیستی عظمای لیبی (عربی: القوات المسلحة للجماهیریة العربیة اللیبیة‎) شامل ارتش لیبی، نیروی هوایی لیبی، نیروی دریایی لیبی و سایر خدمات از جمله شبه‌نظامیان خلق بود. در نوامبر ۲۰۱۰، قبل از جنگ داخلی ۲۰۱۱ لیبی، تعداد کل پرسنل لیبیایی ۷۸۰٬۰۰۰ نفر تخمین زده می‌شد، هرچند آن جنگ تعداد نیروهای نظامی را کاهش داد. هیچ وزارت دفاع جداگانه‌ای وجود نداشت؛ تمام فعالیت‌های دفاعی تحت‌نظر معمر قذافی متمرکز شده بود. فرماندهی عالی نیروهای مسلح (عربی: القیادة الاولیا للقوت المصلحه) وجود داشت. تولید اسلحه محدود بود و تولیدکنندگان داخلی و دولتی بودند. سرهنگ ابوبکر یونس جابر آخرین وزیر دفاع ارتش دوران قذافی بود.